# Ivy Lowman
Ivy Irene Lowman, född 25 november 1898 i Edmonton i Middlesex, död i september 1991 i Worthing i West Sussex, var en brittisk friidrottare med hoppgrenar som huvudgren. Lowman blev medaljör vid Monte Carlospelen och den första ordinarie damolympiaden 1922 och vid damspelen 1923 och var en pionjär inom damidrott.

## Biografi
Lowman föddes 1898 i Storbritannien, i ungdomstiden var hon aktiv friidrottare. Hon tävlade främst i höjdhopp men även i kortdistanslöpning och häcklöpning.
1922 presterade hon världsårsbästa (delad med Sophie Eliott-Lynn) i höjdhopp den 20 juni vid tävlingar i London. Hon låg på topp-7 listan över världens höjdhoppare även åren 1923 och 1924.
1922 deltog hon i de andra Monte Carlospelen där hon tog guldmedalj i femkamp, silvermedalj i löpning 250 m och bronsmedalj i höjdhopp (delad med Alice De Pauw och Frédérique Kussel) samt guldmedalj i stafettlöpning 4 x 175 meter (med Nora Callebout, Lowman, Mary Lines och Muriel Hornsby) samt silvermedalj i stafettlöpning 4 x 75 meter (med Mary Lines, Lowman, Daisy Wright och Nora Callebout).
Lowman deltog sedan även i den första ordinarie damolympiaden den 20 augusti 1922 i Paris. Under idrottsspelen vann hon bronsmedalj i höjdhopp.
1923 deltog Lowman vid de tredje damspelen i Monte Carlo. Under dessa idrottsspel vann hon guldmedalj i häcklöpning 65 meter (före Hermance Maes och Thérèse Brulé) och höjdhopp (före Elise Van Truyen och Sophie Eliott-Lynn).
1924 deltog hon vid Damolympiaden 1924 den 4 augusti på Stamford Bridge i London där hon tog bronsmedalj i höjdhopp.
Senare drog sig tillbaka från tävlingslivet.